# Estendard Reial d'Austràlia
L'estendard reial d'Austràlia és la bandera personal de Carles III del Regne Unit com a posseïdor del títol de rei d'Austràlia des del passat 8 de setembre de 2022
. Aquest només s'utilitza quan visita territori australià, als vaixells australians de la seva majestat i en edificis oficials o en altres llocs només quan el rei hi és realment present.

## Descripció
L'estendard, adoptat el 20 d'agost de 2024,  està extret de l'escut armes d'Austràlia, on cadascuna de les sis seccions de l'estendard representa la insígnia heràldica de cadascun dels estats australians, i tot el conjunt està envoltat per una bordura d'ermini que representa la federació d'estats:
- La part superior esquerra representa l'estat de Nova Gal·les del Sud i porta una Creu de Sant Jordi, sobre la qual hi ha un lleó passant daurat al centre i un estel daurat de vuit puntes a cada braç.
- La part superior del mig representa l'estat de Victòria i conté una corona Tudor damunt de cinc estels blancs representant la constel·lació de la Creu del Sud sobre un camp blau marí.
- La part superior dreta representa l'estat de Queensland i consta d'una creu de Malta blava carregada per una corona Tudor, tot sobre un camp blanc.
- La part inferior esquerra representa l'estat d'Austràlia Meridional i inclou una garsa australiana sobre un camp d'or.
- La part inferior mitja representa l'estat d'Austràlia Occidental i consisteix en un cigne negre sobre un camp d'or.
- La part inferior dreta representa l'estat de Tasmània i conté un lleó vermell lampassat de negre sobre un camp blanc.

L'estendard s'ha utilitzat en dues proporcions, 1:2 i 22:31. La relació 1:2 garanteix que la bandera mantingui la integritat visual amb altres banderes navals, que són 1:2. Una proporció de 22:31 dona dimensions simples per als elements de la bandera, amb una vora de 2 unitats de gruix, i quadrats centrals de dimensions 9×9.

## Estendard d'Elisabet II

Estendard personal de la reina Elisabet II com a sobirana d'Austràlia.

L'estendard va ser aprovat per al seu ús personal el 20 de setembre de 1962, i es va utilitzar per primera vegada durant la gira reial de la reina Elisabet II de 1963.
Estava format per l'estendard reial d'Austràlia carregat amb l'estel de la Commonwealth daurat de set puntes amb una rodella blava que conté la lletra E sota una corona, envoltada per una garlanda de roses daurades. L'estel daurat de set puntes, anomenat estel de la Commonwealth, representa els estats i els territoris australians. La rodella blava es va extreure de la bandera personal de la reina tal com s'utilitzava per als deures dins de la Commonwealth.

## Estendards de coronació
Durant la cerimònia de coronació del monarca a l'abadia de Westminster, els estendards dels diversos estats són portats en la processó a l'interior de l'abadia. Aquests estendards són l'escut del país com a bandera d'armes. Pel cas d'Austràlia, es van utilitzar estàndards similars basats en l'escut d'armes actual i anterior en les coronacions del rei Jordi V, Jordi VI i la reina Isabel II el 1911, 1937 i 1953, respectivament.
L'estendard de 1908-1912 es va utilitzar el 1911, amb l'estendard de les armes actuals utilitzat el 1937 i el 1953 en proporció 3:4.

Estendard de coronació 1911.
Estendard de coronació 1937 i 1953.